# Michael Piccolruaz
Michael Piccolruaz, né le 31 décembre 1995 à Bolzano, est un grimpeur italien.

## Biographie
Il remporte la médaille de bronze en combiné aux Championnats d'Europe d'escalade en 2017 à Los Angeles. Il se qualifie pour les Jeux olympiques de Tokyo.

## Palmarès

### Championnats d'Europe
- 2017 à Munich,  Allemagne
  -  Médaille de bronze en combiné